# Britney 2.0
«Britney 2.0» es el segundo episodio de la cuarta temporada de la serie de televisión estadounidense Glee y el sexagésimo octavo de su cómputo general. Fue estrenado por la cadena televisiva Fox el 20 de septiembre de 2012 en Estados Unidos. El episodio volvió a homenajear a la cantante Britney Spears.

## Sinopsis
El episodio comienza con Brittany en voz off proclamando su popularidad en WMHS. Cuando Blaine la descubre hablando en voz alta, se torna incómodo, sin embargo, Brittany declara que "pensó que estaba haciendo una voz en off" sobre como seguirá siendo la 'Vice-Rachel' en el club glee, la capitana de las Cheerios y la presidenta de la escuela por siempre. Habla, además, de como extraña a Santana, y lo difícil que se ha vuelto estar sin ella. Comienza a cantar "Hold It Against Me" con la infame frase de Britney "Es Britney, perra."
Para cuando termina la canción, Sue ha comentando que fue 'basura', Brittany es llamada a la oficina de la entrenadora de las cheerios, solo para enterarse de que en el más reciente examen de Álgebra, Becky obtuvo C+, mientras que Brittany dibujó un lugar ideal donde las matemáticas no existen, teniendo como resultado un F-. Sue atribuye la baja de 3 puntos en las notas de las Cheerios a Brittany, y la echa del equipo dejando a Kitty en su lugar como capitana. Sue le dice que debido a sus hormonas maternales dejó pasar esa situación el año pasado, pero que no lo tolerará más. De vuelta a la casa de Brittany, Santana ha estado charlando por Skype con ella, sin embargo, resultan ser conversaciones cortas debido a que Santana apenas tiene tiempo para hacerlo.
A continuación la escena se corta a la clase de danza de NYADA, con Cassandra July enseñando el tango, pero excluyendo a Rachel debido a la escasez de alumnos varones y su "falta de sensualidad" y que es básicamente de lo que trata ese baile. Aunque Rachel trata de protestar, Cassandra le dice ásperamente que pareciera que estuviera avergonzada de su sensualidad y cuerpo.
De vuelta en McKinley, Brittany entra en la oficina de Emma con una camisa extra grande que reza: "La mejor abuela del mundo" y unos pantalones anchos. Will le asegura a Brittany que no porque haya sido expulsada de las Cheerios, él la echará del club glee, y Emma le entrega un panfleto titulado "Así que te sientes como la mierda". Will sugiere que ella y Emma se vean a diario, pero Brittany alega que no tiene tiempo. Entonces, sale de la oficina y prepara otra voz fuera de escena. Will y Emma hablan de como Brittany ha perdido su identidad, y ha Emma se le ocurre una idea: "Necesitamos traer a Britney de vuelta".
Posteriormente, Will entra a la sala del club glee con las noticias que el Director Figgins quiere que New Directions haga un número para la asamblea de bienvenida otra vez, y él ha decidido que interpretarán canciones de Britney Spears como tarea de la semana y en la asamblea. Mientras Brittany se preocupa por un paquete de Oreos, Blaine y Artie comienzan la semana de Britney con un mash-up que mezcla a la princesa del pop con Justin Bieber; Boys/Boyfriend. Cuando la canción llega a su final, Brittany anuncia que quiere recrear la asombrosidad de Britney.
En New York, Rachel y Kurt están felizmente andando en bicicletas en su nuevo apartamento, el cual está extremadamente estropeado y parece que fuera un edificio recién en construcción. Horas más tarde, ambos están tomando champaña y hablando. Kurt dice que no ha oído de Finn y que Blaine le dijo que están interpretando canciones de Britney Spears otra vez en el coro. Rachel manifiesta que pareciera que hace muchísimo tiempo estuvieron en la sala del coro. Kurt luego le comenta sus planes, que es reaplicar para ingresar a NYADA en el segundo semestre, y mientras tanto, trabajará como interno en Vogue.com. Rachel le cuenta a Kurt sobre su profesora de danza, Cassandra, y como apenas la soporta. Resulta que Kurt, de hecho, ha oído de la profesora con anterioridad. Enseguida se ve un flashback de hace diez años donde estaba en medio de un número, el que fue interrumpido por el celular de un hombre mayor, y Cassandra lo amenazó con echarlo, entonces, se bajó del escenario, tomó su celular y lo destrozó en la escena. Kurt le aconseja a Rachel que de lucha, que si Cassandra quiere sensualidad, que le de sensualidad.
En McKinley, Unique y Marley tienen una conversación sobre cual de los chicos le parecen atractivos, y Marley admite que Jake le resulta lindo. Unique le advierte a Marley que él ya es uno de los rompecorazones de las chicas de la escuela aunque solo ha estado dos semanas. Le dice que es un mujeriego, y es ahí donde se lleva a cabo el siguiente número de Britney: Womanizer. Durante el número, Unique y Tina guían a Marley para demostrarle que Jake es un mujeriego. Terminan la canción en el gimnasio, y al final, Jake le dice a Marley que deberían juntarse algún día. Marley se le queda viendo unos minutos hasta que vuelve en sí y asiente rápidamente, diciendo que sí, provocando la desaprobación de Tina y Unique.
De vuelta en la ciudad de New York, Rachel busca la ayuda de Brody mientras hace abdominales. Rachel le pide un favor y le explica que Cassandra no cree que Rachel tenga la sensualidad suficiente, y quiere que Brody baile con ella en su clase de danza. Brody se apresura a decir que "Cassie" no dejaría que ningún estudiante superior estuviese en su clase. Rachel, de la misma forma, se disculpa, pero cuando Brody ve cómo reacciona, cambia de parecer y finalmente accede, dejando a Rachel contenta. En la sala de coro de la escuela, es el turno de 3, cantada por Tina, Sam y Joe mientras los demás miembros observan. Brittany parece desconectada en toda la interpretación. Cerca del final de la canción, se levanta, confundiendo a todos. Camina hasta la esquina de la sala de coro, conecta una rasuradora al enchufe y está a punto de afeitarse la cabeza cuando Will la detiene. New Directions está en shock, Brittany les explica que la entrenadora Sylvester le quitó su cola de caballo, y si no tiene su cola de caballo, no quiere cabello. Levanta la rasuradora otra vez y todos gritan.
En el campo de fútbol de McKinley, Jake camina hacia Marley con su guitarra, quién está sentada en las graderías. Marley dice que casi no viene porque Unique y Tina dicen que Jake no era la persona correcta. Tienen una pequeña charla y Marley dice que es la semana de "Britney Spears" en el club glee, a lo que Jake manifiesta que él prefiere la música que use instrumentos de verdad. Marley ríe y dice que no ha escuchado su versión de "You Drive Me Crazy (Me Vuelves Loca)", y él responde "Sé que lo hago". Jake empieza a tocar la guitarra y ambos cantan el mash up (You Drive Me) Crazy/Crazy. Los dos tienen coquetos y divertidos momentos mientras la cantan y al final de la canción, casi se besan, pero Marley se aparta diciendo que de repente le dio frío. Jake, entonces, le da su chaqueta y Marley sonríe abiertamente.
De regreso a la sala de coro, Brittany está increíblemente depresiva e insana. Los miembros de New Directions están preocupados por ella. Se reúnen alrededor del piano, mientras observan a Brittany sostener y beber de un café enorme de Lima Bean, y habla con una versión barata de un iPhone, "Kiki", una parodia de "Siri". Constantemente, Brittany le pregunta las dudas que tiene, y generalmente Kiki le responde lo que Brittany quiere oír. 
Los chicos muestran preocupación por cómo está viviendo ahora y para remediarlo, quieren darle el solo en la asamblea. Brittany dice que quiere hacer mímica como Britney Spears lo hizo en los VMAs, pero Blaine le dice que New Directions no hace mímica. Brittany luego le pregunta a Kiki si es una buena idea. Kiki le contesta que no es buena idea, para el alivio del coro. Dos segundos después, Kiki dice que no es una buena idea, que es una excelente idea, dejando a New Directions decepcionados.
Rachel llega atrasada a clases, vestida ajustadamente y dejando mucha piel a la vista. Cassandra le dice unas cuantas cosa desagradables. Brody la acompaña y cuando su profesora pregunta por qué está aquí, Rachel explica y le aclara además, que demostrará lo sexy que puede ser, y para ello, ella, Brody y los estudiantes de danza interpretan Oops!... I Did It Again. Sin embargo, Cassandra no parece impresionada en lo absoluto, entonces, al finalizar Rachel le pregunta si está lista para aprender el tango. Cassandra contesta que se necesita más que memorizarse una rutina, elogiando a Brody y desanimando a Rachel. Después de eso, Rachel estalla y le afirma que ella está celosa de todos sus alumnos porque su carrera está recién comenzando y la de ella está arruinada, y que no es más que solo una broma de YouTube, antes que de pueda decir algo más, Cassandra la echa del salón.
En el comedor de la escuela, dos miembros del equipo de fútbol están molestando a la Sra. Rose. Marley los escucha y les dice que se detengan, que es su madre, claramente pidiendo respeto. Las burlas continúan, y es cuando Jake entra y les pide que se disculpen con ambas. Los chicos apenas abren su boca y Jake se les lanza a golpearlos. Poco más tarde, son separados por Mr. Schue. Jake cree que Will lo llevará a ver al director Figgins, pero se lleva una sorpresa al encontrarse con Puck. Luego de una charla inspiradora, anima a Jake a que ingrese a New Directions, que estar ahí lo hará madurar. Antes de irse, le dice que sea lo que sea que haga, él si es su hermano.
En otra escena, se ve que Kurt y Rachel están arreglando y pintando su departamento y Rachel pregunta nuevamente por Finn pero Kurt le dice que no sabe nada nuevo de él. Quedando un mínimo silencio Rachel pregunta si es tan obvia, y Kurt mira la muralla que ella está pintando donde escribe "Finn". Kurt le propone que se le pase esa pena que tiene con unos pasteles que venden cerca del edificio, y cuando va saliendo abre la puerta y se encuentra con Brody quien tiene un ramo de flores en las manos, Kurt lo deja pasar y dice que ira a comprar. Brody le entrega las flores diciendo que estas son flores sexys para ser plantas y además dicen que son de buena suerte en lugares nuevos, Rachel le da las gracias y le pregunta si lo puede ayudar en algo, y él le dice que solo le vino a entregar las flores y a decirle algo que no se sentía cómodo por teléfono, le dice a Rachel que de verdad le gusto bailar con ella y luego de otras cosas intenta besarla pero ella dice que no puede. Brody termina la conversación diciendo que respetara todos sus límites pero que recuerde que sin importar lo que hablen o estén haciendo piensa en besarla.
En la asamblea y antes que el número comience, Brittany no deja de comer Cheetos y beber gaseosa. Cuando el telón se abre, interpretan "Gimme More"donde se muestra Brittany desanimada y holgazana en cuanto a la coreografía de la canción, una clara similitud entre la versión de los VMA del 2007 de Britney Spears, provoca que el alumnado los abuchee porque están imitando en vez de cantar en vivo. Kitty grita el hecho y Blaine cierra las cortinas antes de que se torne peor. Posteriormente, Will se muestra decepcionado de la actitud que tuvieron. Tras regañarlos, Blaine le dice que creía que estaban ayudando a Brittany. Sin embargo, esta al hablar dice que es inocente de todo cargo y renuncia al club. Luego Sam y Brittany se reúnen en el auditorio, donde Sam convence a Brittany para que haga "Su gran regreso", tal como Britney Spears, Brittany muestra el entusiasmo al escuchar eso. Al instante se muestra en la oficina de Sue, que Brittany escribió un decreto en donde dice que hasta que no se gradué el último presidente de clases sigue en su cargo, y como ella repitió el año, sigue siendo presidenta hasta las nuevas elecciones, donde también muestra su progreso en algunos exámenes alcanzando una C, y oficialmente Brittany vuelve a las Cherios.
Ya al final del episodio, vemos como Jake se va acercando a Marley y le pregunta si se puede sentar junto a ella en el salón del coro ya que no conoce a nadie más, Marley le dice que si y le promete que no será malo, después de una pequeña conversación mientras caminan por los pasillos, Marley se da cuenta de que sigue usando la chaqueta de Jake, pero el le dice que la luce mucho, Kitty (quien los estaba escuchando mientras conversaban), los interrumpe con un mal carácter diciendo que esta segura que esa chaqueta se vería mucho mejor en ella ya que ella es la novia de Jake, Marley le pregunta si es verdad y él dice que no acostumbra ponerle nombre a sus relaciones, pero Marley no lo deja terminar diciendo: "Me alegro, hacen una muy linda pareja" y se va desilusionada. Ya en el salón de coro, Marley pide permiso para poder cantar una última canción de Britney, ya que es una de sus favoritas, y comienza a cantar Everytime, donde Marley está muy dolida por lo que pasa con Jake, mientras el camina y conversa muy cerca con Kitty; además se muestra a Brittany muy triste en su cama mirando la computadora y esperando la respuesta de Santana por Skype, por último, Rachel está muy confundida mirando el nombre de Finn en la pared de su apartamento, al terminar la canción ella cubre su nombre con pintura, dando a entender que ella va seguir adelante, aún, sin Finn.